# 랑겔 내각
랑겔 내각(핀란드어: Rangellin hallitus 랑겔린 할리투스[*])은 핀란드 공화국의 스물 세 번째 내각이다. 1941년 1월 4일부터 1943년 3월 5일까지 지속되었다. 다수여당내각이었다.
내각 지속기간 중에 계속전쟁이 있었다. 때문에 각료 중 일부가 전후 전쟁책임 재판에 기소되었다.
| 직책                                                     | 성명                      | 재임기간                        | 정당 | 정당         |
| -------------------------------------------------------- | ------------------------- | ------------------------------- | ---- | ------------ |
| 총리 Pääministeri                                        | 유카 랑겔                 | 1941년 1월 4일–1943년 3월 5일   |      | 국민진보당   |
| 외무장관 Ulkoasiainministeri                             | 롤프 비팅                 | 1941년 1월 4일–1943년 3월 5일   |      | 스웨덴인당   |
| 외무부장관 Ministeri ulkoasiainministeriössä             | 헨리크 람사위             | 1941년 1월 4일–1943년 3월 5일   |      | 스웨덴인당   |
| 법무장관 Oikeusministeri                                 | 오스카리 레흐토넨         | 1941년 1월 4일–1943년 3월 5일   |      | 국민연합당   |
| 방위장관 Puolustusministeri                              | 루돌프 발덴               | 1941년 1월 4일–1943년 3월 5일   |      | 무소속       |
| 내무장관 Sisäasiainministeri                             | 에른스트 폰 보른          | 1941년 1월 4일–1941년 5월 13일  |      | 스웨덴인당   |
| 내무장관 Sisäasiainministeri                             | 토이보 호렐리             | 1941년 5월 13일–1943년 3월 5일  |      | 국민연합당   |
| 재무장관 Valtiovarainministeri                           | 마우노 페칼라             | 1941년 1월 4일–1942년 5월 22일  |      | 사회민주당   |
| 재무장관 Valtiovarainministeri                           | 배이뇌 탄네르             | 1942년 5월 22일–1943년 3월 5일  |      | 사회민주당   |
| 재무부장관 Ministeri valtiovarainministeriössä           | 유호 코이비스토           | 1941년 1월 4일–1943년 3월 5일   |      | 농업동맹     |
| 교육장관 Opetusministeri                                 | 안티 쿠코넨               | 1941년 1월 4일–1943년 3월 5일   |      | 농업동맹     |
| 농무장관 Maatalousministeri                              | 빌랴미 칼리오코스키       | 1941년 1월 4일–1943년 3월 5일   |      | 농업동맹     |
| 농무장관보 Apulaismaatalousministeri                     | 토이보 이코넨             | 1941년 1월 4일–1943년 3월 5일   |      | 농업동맹     |
| 운수공공장관 Kulkulaitosten ja yleisten töiden ministeri | 빌호 아날라               | 1941년 1월 4일–1943년 3월 5일   |      | 애국인민운동 |
| 상공장관 Kauppa- ja teollisuusministeri                  | 토이보 살미오             | 1941년 1월 4일–1941년 8월 3일   |      | 사회민주당   |
| 상공장관 Kauppa- ja teollisuusministeri                  | 배이뇌 탄네르             | 1941년 8월 3일–1942년 5월 22일  |      | 사회민주당   |
| 상공장관 Kauppa- ja teollisuusministeri                  | 우노 타키                 | 1942년 5월 22일–1943년 3월 5일  |      | 사회민주당   |
| 사회장관 Sosiaaliministeri                               | 카를아우구스트 파게르홀름 | 1941년 1월 4일–1943년 3월 5일   |      | 사회민주당   |
| 사회장관 Sosiaaliministeri                               | 알렉시 알토넨             | 1941년 1월 4일–1943년 3월 5일   |      | 사회민주당   |
| 국민원조장관 Kansanhuoltoministeri                       | 배이뇌 코틸라이넨         | 1941년 1월 4일–1941년 4월 16일  |      | 무소속       |
| 국민원조장관 Kansanhuoltoministeri                       | 배이뇌 아롤라             | 1941년 4월 16일–1942년 8월 3일  |      | 농업동맹     |
| 국민원조장관 Kansanhuoltoministeri                       | 헨리크 람사위             | 1942년 8월 3일–1943년 3월 5일   |      | 스웨덴인당   |
| 국민원조부장관 Ministeri kansanhuoltoministeriössä       | 헨리크 람사위             | 1941년 1월 4일–1942년 3월 7일   |      | 스웨덴인당   |
| 국민원조부장관 Ministeri kansanhuoltoministeriössä       | 시보 칸탈라               | 1942년 3월 7일–1943년 3월 5일   |      | 농업동맹     |
| 국민원조부장관 Ministeri kansanhuoltoministeriössä       | 토이보 이코넨             | 1942년 11월 13일–1943년 3월 5일 |      | 농업동맹     |

| 전임 제2차 뤼티 내각 | 제23대 핀란드 공화국의 내각 1941년 1월 4일–1943년 3월 5일 | 후임 링코미에스 내각 |